# Joanna Rostropowicz
Joanna Rostropowicz (ur. 1943) – polska filolog klasyczna, nauczycielka akademicka, związana z Wyższą Szkołą Pedagogiczną w Opolu (Uniwersytetem Opolskim).
Jest absolwentką Instytutu Filologii Klasycznej i Kultury Antycznej Wydziału Filologicznego Uniwersytetu Wrocławskiego, który ukończyła w 1966 roku. W 1999 roku otrzymała tytuł profesora zwyczajnego. Wykładała filologię klasyczną na Uniwersytecie Śląskim w Katowicach, a następnie Wyższej Szkole Pedagogicznej w Opolu, która w 1995 roku została przekształcona w Uniwersytet Opolski. Kieruje tam Katedrą Cywilizacji Śródziemnomorskiej, działającą w ramach Instytutu Historii UO.
W roku 1989 była jednym z założycieli Związku Górnośląskiego, a w roku 2015 została laureatką Nagrody im. Wojciecha Korfantego przyznawanej przez tę organizację.

## Nagrody
- Nagroda im. ks. Augustina Weltzla „Górnośląski Tacyt” (2012, za 2011 rok)[4]
- Nagroda im. Wojciecha Korfantego (2015)
- Krzyż Zasługi Na Wstędze Orderu Zasługi Republiki Federalnej Niemiec (2015)[5]

## Wybrane publikacje
- Odbicie rzeczywistości politycznej, społecznej i gospodarczej w poezji aleksandryjskiej, wyd. PWN, Wrocław-Warszawa 1983.
- Apolloniosa z Rodos epos o Argonautach, wyd. WSP w Opolu, Opole 1988.
- Morze w kulturze starożytnych Greków i Rzymian, wyd. UO, Opole 1995.
- Król i poeta, czyli o Fajnomenach Aratosa z Soloj, wyd. UO, Opole 1998.
- Królowie i Charytki : poeci na hellenistycznych dworach, wyd. UO, Opole 2002.
- Muza nie da umrzeć mężowi godnemu chwały : o śląskim badaczu katakumb Josefie Wilpercie (1857-1944), wyd. UO, Opole 2004.
- Xenia Opoliensia, wyd. UO, Opole 2006.